# La Gloire
 Der er for få eller ingen kildehenvisninger i denne artikel, hvilket er et problem. Du kan hjælpe ved at angive troværdige kilder til de påstande, som fremføres i artiklen.

Den franske flådes La Gloire var det første oceangående pansrede slagskib.
Skibet blev bygget efter Krimkrigen på baggrund af den teknologiske udvikling indenfor skibskanoner, herunder især Paixhans kanoner og riflede kanoner, som brugte eksplosive granater, der i stigende grad kunne forvolde skade på træskibe. Skibet var også en følge af udviklingen af flydende batterier, som briterne og franskmændene havde bygget til bombardement af de russiske forter under Krimkrigen. Skibet blev tegnet af den franske marinearkitekt Dupuy de Lôme, og skibet blev søsat ved arsenalet Mourillon, Toulon, den 24. november 1859. Der blev bygget to søsterskibe.
Skibet var udformet som et sædvanligt linjeskib, men for at spare vægt havde det kun et kanondæk. Det havde massive jernplader, som beklædning over et træskrog. De 12 cm tykke plader modstod under forsøg beskydning med datidens stærkeste kanoner (de franske 50 punds og de britiske 68 punds kanoner) med fuld ladning på 20 meters afstand.
Trods disse kvaliteter viste skibet sig at være hård ved besætningen, da enhver åbning var blevet fjernet for at undgå gennembrydning af panseret: udluftningen var dårlig, og man måtte bruge olielamper for at få lys.
La Gloire førte til at alle traditionelle linjeskibe af træ var forældede, og alle større flåder havde intet valg end selv at bygge panserskibe. Man sagde, at hvis Gloire kæmpede mod traditionelle skibe ville de svare til at en ulv kom ind i en flok får. La Gloire blev imidlertid hurtigt selv forældet da den britiske flåde i 1860 søsatte HMS Warrior, som var det første krigsskib med jernskrog.
I 1879 blev La Gloire slettet fra den franske flådeliste, og skibet blev ophugget i 1883.
Søsterskibene var hugget op tidligere, fordi de var bygget af for dårligt træ, så de simpelt hen rådnede op.
La Gloire havde to søsterskibe:
- Invincible, køllagt i Toulon i maj 1858, søsat 4. april 1861, taget i brug marts 1862, ophugget 1871.
- Normandie, køllagt i Cherbourg d. 14. september 1858, søsat 3. Oktober 1860, taget i brug 13. maj 1862, ophugget 1872.